# Rana amurensis
Rana amurensis – gatunek płaza bezogonowego z rodziny żabowatych (Ranidae).

## Taksonomia
Gatunek po raz pierwszy opisał francuski zoolog George Boulenger w 1886 roku na łamach czasopisma Bulletin de la Société Zoologique de France. Jako miejsce typowe autor wskazał Syberię. Nazwę R. amurensis uznawano za synonim Rana coreana, co znieśli Song et al. (2006).

## Występowanie
Płaz ten zamieszkuje Daleki Wschód i Syberię. Spotyka się go w Federacji Rosyjskiej, Mongolii, Chinach i Korei Północnej. Jego obecność w Kazachstanie nie jest pewna.
Nie widuje się go na terenach położonych ponad 600 m n.p.m. Zasiedla lasy różnego typu, w tym iglaste, porośnięte głównie jodłą, świerkiem i modrzewiem, liściaste i mieszane, tereny krzaczaste i trawiaste, łąki, zwłaszcza podmokłe, bagna, brzegi rzek, tereny zalewowe, polany leśne; zapuszcza się nawet na stepy i do tundry. Spotyka się go w środowiskach nieznacznie zmodyfikowanych.
Odbywa hibernację na dnie zbiornika wodnego, w mule.

## Rozmnażanie
Przebiega w płytkich zbiornikach wodnych, jak stawy, jeziora, rowy, mokradła, duże kałuże. Preferuje do tego celu wody stojące.

## Status
Na dużej części swego zasięgu występowania zwierzę jest pospolite. Lokalny spadek liczebności dotyczy obszarów miejskich i przemysłowych. Globalnie jednak liczebność nie podlega większym zmianom.
Wśród zagrożeń dla tego gatunku wymienia się:
- konstrukcje tam na dużych rzekach,
- osuszanie terenów rozrodu,
- zatrucie środowiska,
- polowania w Rosji.

Zwierzę zamieszkuje liczne obszary chronione.